# Hội đồng Năng lượng gió toàn cầu
Hội đồng Năng lượng gió toàn cầu (tiếng Anh: Global Wind Energy Council, viết tắt là GWEC) được thành lập vào năm 2005 để cung cấp một diễn đàn đáng tin cậy và đại diện cho toàn bộ ngành năng lượng gió ở cấp quốc tế. Nhiệm vụ của Hội đồng là để đảm bảo rằng năng lượng gió được thành lập như là một trong những nguồn năng lượng hàng đầu thế giới, cung cấp nhiều lợi ích thiết thực về môi trường và kinh tế.
Một báo cáo mới đưa ra của Hội đồng năng lượng gió toàn cầu dự đoán rằng, bất chấp những khó khăn tạm thời về chuỗi cung ứng, các thị trường năng lượng gió quốc tế vẫn tiếp tục tăng trưởng mạnh mẽ. Trong năm 2006, tổng công suất lắp đặt năng lượng gió tăng 25% trên toàn cầu, tạo ra một giá trị 18 nghìn tỷ (18 billion) euro, tức 23 nghìn tỷ (23 billion) dollar Mỹ của thiết bị mới và nâng công suất năng lượng gió toàn cầu lên đến hơn 74 GW.
Trong khi Liên minh châu Âu vẫn là thị trường hàng đầu về năng lượng gió với hơn 48GW công suất lắp đặt, các châu lục khác như Bắc Mỹ và châu Á đang phát triển nhanh chóng.